# 海潮寺 (杭州市)
海潮寺（かいちょうじ）は、中華人民共和国浙江省杭州市上城区にある仏教寺院。

## 歴史
海潮寺は明の万暦年間（1573年 - 1620年）に建立された。1937年以降は浙江省第一臨時補助病院として、1958年以降はゴム工場として使用された（1992年に中策橡膠有限公司と改称）。2000年7月、杭州市人民政府は海潮寺を杭州市文物保護単位に認定した。

## 伽藍
放生池、山門、鐘楼、鼓楼、天王殿、大雄宝殿、蔵経楼、僧房